# Tempio buddista calmucco di Belgrado
Il tempio buddista calmucco di Belgrado (1929-1944) (in serbocroato Калмички будистички храм у Београду/Kalmički budistički hram u Beogradu) fu la quarta istituzione buddista creata in Europa, dopo il "Datsan Gunzéčojnéj" di San Pietroburgo del 1915, la "Buddhistische Haus" di Berlino del 1924 e il "London Buddhist Vihara" di Londra del 1926.

## Storia
Il tempio, di tradizione vajrayana, fu inaugurato il 12 dicembre 1929 sul terreno donato dall'industriale serbo Miloš Jaćimović (1858-1940), che regalò anche i materiali di costruzione. Il luogo di culto servì la comunità calmucca che aveva iniziato a emigrare a Belgrado a partire dal 1920 dal distretto di Budënnovsk e che a Belgrado raggiunse le 300 unità. Consenso alla costruzione venne anche dal patriarca di Serbia Dimitri (serbo: Димитрије) (1846-1930).
A capo della comunità religiosa fu il lama (in calmucco: baksha) Gavi Jimbo (Manchuda) Burinov (1872-1928) cui succedette nel 1928 il lama Jamnin (Sandji) Umaldinov (1882-1946), entrambi originari dell'Oblast' di Rostov.
La novità rappresentata da un tempio buddista a Belgrado portò a rinominare, nel 1931, la via in cui sorgeva:  Budistička ulica (Будистичка улица), toponimo che, leggermente modificato, tuttora permane nel nome  Budvanska (Будванска).
La comunità buddista calmucca di Belgrado fu in contatto anche con Nicolas Roerich che aveva collaborato alla costruzione del Datsan Gunzéčojnéj e con la Maha Bodhi Society britannica. Il 25 marzo 1934 una statua bronzea raffigurante il Buddha fu donata dall'ambasciata giapponese di Romania.
Il tempio fu danneggiato dalla battaglia di Belgrado del 20 ottobre 1944. Con la fine della seconda guerra mondiale la comunità calmucca si spostò a Monaco per poi disperdersi nell'emigrazione. Il tempio fu quindi usato da un sindacato operaio per poi essere demolito negli anni '50.